# グラント・ドーソン
グラント・ドーソン（Grant Dawson、1994年2月20日 - ）は、アメリカ合衆国の男性総合格闘家。ウィスコンシン州カンブリア出身。アメリカン・トップチーム所属。UFC世界ライト級ランキング14位。

## 来歴
ウィスコンシン州カンブリアで生まれ、ネブラスカ州ストロームズバーグで育つ。高校時代にはレスリングを経験し、40勝8敗の記録を残した。

### 総合格闘技
2014年、プロ総合格闘技デビュー。ローカル団体で12戦11勝の戦績を残す。
2017年8月17日、Dana White's Contender Series 6でエイドリアン・ディアスと対戦し、リアネイキドチョークで2R一本勝ち。この勝利により、UFCとの契約権を獲得した。

### UFC
2017年11月、薬物検査でトリナボルの長期代謝物のM3の陽性反応が検出され、米国アンチドーピング機関（USADA）から潜在的なドーピング違反であることが通知され暫定出場停止処分を受けた。2018年12月11日、USADAは調査の結果、検出された長期代謝物のM3がドーソンの体内に入ったのが、UFCとの契約前だった可能性があり、なおかつ検出された量がパフォーマンスの向上が認められないほどの極微量であったため、ドーソンの潜在的なドーピング違反を棄却して、暫定出場停止処分を解除した。
2019年3月9日、UFC初出場となったUFC Fight Night: Lewis vs. dos Santosでジュリアン・エローサと対戦し、3-0の判定勝ち。
2019年5月18日、UFC Fight Night: dos Anjos vs. Leeでマイケル・トリザーノと対戦し、リアネイキドチョークで2R一本勝ち。パフォーマンス・オブ・ザ・ナイトを受賞した。
2020年1月16日、ネバダ州で1月18日に開催されるUFC 246に出場予定だったが欠場することが発表された。2月19日、ネバダ州アスレチック・コミッションが、ドーソンから約2年前の2017年11月に検出されたものが体内に残留していたと推察されるトリナボルの長期代謝物のM3が検出されたとして、6か月間の間に2回以上抜き打ちの薬物検査を受け、検査結果がM3が検出されないか、または、1ミリリットル当たり100ピコグラム以下であることを義務付けた。このためネバダ州では試合に出場できなかったが、UFCはUSADAが問題なしと判断しているためドーソンの試合を2月29日にバージニア州で開催されたUFC Fight Night: Benavidez vs. Figueiredoで組み、ドーソンはダリック・ミナーにリアネイキドチョークで一本勝ちを収めた。
2021年3月20日、UFC on ESPN: Brunson vs. Hollandでレオナルド・サントスと対戦。再三に渡るテイクダウンを防がれ、逆にテイクダウンを奪われるなど苦戦したものの、3Rにテイクダウンを奪い、試合終了1秒前にパウンドでKO勝ち。パフォーマンス・オブ・ザ・ナイトを受賞した。
2023年7月1日、UFC on ESPN: Strickland vs. Magomedovでライト級ランキング12位のダミル・イスマグロフと対戦し、3-0の判定勝ち。
2023年10月7日、UFC Fight Night: Dawson vs. Greenでボビー・グリーンと対戦。試合前のオッズでは圧倒的有利と目されていたが、左ストレートでダウンを奪われパウンドで開始33秒のKO負け。

## 戦績
| 総合格闘技 戦績 | 総合格闘技 戦績 | 総合格闘技 戦績 | 総合格闘技 戦績 | 総合格闘技 戦績 | 総合格闘技 戦績 | 総合格闘技 戦績 |
| --------------- | --------------- | --------------- | --------------- | --------------- | --------------- | --------------- |
| 26 試合         | (T)KO           | 一本            | 判定            | その他          | 引き分け        | 無効試合        |
| 23 勝           | 5               | 13              | 5               | 0               | 1               | 0               |
| 2 敗            | 2               | 0               | 0               | 0               | 1               | 0               |

| 勝敗 | 対戦相手                 | 試合結果                            | 大会名                                      | 開催年月日     |
| ○    | ディエゴ・フェレイラ     | 5分3R終了 判定3-0                   | UFC 311: Makhachev vs. Moicano              | 2025年1月18日  |
| ○    | ラファ・ガルシア         | 2R 1:42 TKO（パウンド）             | UFC Fight Night: Royval vs. Taira           | 2024年10月12日 |
| ○    | ジョー・ソレッキ         | 5分3R終了 判定3-0                   | UFC 302: Makhachev vs. Poirier              | 2024年6月1日   |
| ×    | ボビー・グリーン         | 1R 0:33 KO（左ストレート→パウンド） | UFC Fight Night: Dawson vs. Green           | 2023年10月7日  |
| ○    | ダミル・イスマグロフ     | 5分3R終了 判定3-0                   | UFC on ESPN 48: Strickland vs. Magomedov    | 2023年7月1日   |
| ○    | マルク・O・マドセン      | 3R 2:05 リアネイキドチョーク        | UFC Fight Night: Rodriguez vs. Lemos        | 2022年11月5日  |
| ○    | ジャレッド・ゴードン     | 3R 4:11 リアネイキドチョーク        | UFC on ESPN 35: Font vs. Vera               | 2022年4月30日  |
| △    | リッキー・グレン         | 5分3R終了 判定1-0                   | UFC Fight Night: Costa vs. Vettori          | 2021年10月23日 |
| ○    | レオナルド・サントス     | 3R 4:59 KO（パウンド）              | UFC on ESPN 21: Brunson vs. Holland         | 2021年3月20日  |
| ○    | ナド・ナリマニ           | 5分3R終了 判定3-0                   | UFC Fight Night: Figueiredo vs. Benavidez 2 | 2020年7月18日  |
| ○    | ダリック・ミナー         | 2R 1:38 リアネイキドチョーク        | UFC Fight Night: Benavidez vs. Figueiredo   | 2020年2月29日  |
| ○    | マイケル・トリザーノ     | 2R 2:27 リアネイキドチョーク        | UFC Fight Night: dos Anjos vs. Lee          | 2019年5月18日  |
| ○    | ジュリアン・エローサ     | 5分3R終了 判定3-0                   | UFC Fight Night: Lewis vs. dos Santos       | 2019年3月9日   |
| ○    | エイドリアン・ディアス   | 2R 1:15 リアネイキドチョーク        | Dana White's Contender Series 6             | 2017年8月17日  |
| ○    | マイク・プラザーラ       | 1R 3:49 三角絞め                    | Kansas City Fighting Alliance 20            | 2016年10月1日  |
| ○    | クリスチャン・キャンプ   | 2R 1:43 TKO（パウンド）             | VFC 52                                      | 2016年7月16日  |
| ×    | ヒュー・プーリー         | 2R 4:35 TKO（パンチ連打）           | Kansas City Fighting Alliance 18            | 2016年4月30日  |
| ○    | ロバート・ワシントン     | 2R 2:08 TKO（パウンド）             | Titan FC 37                                 | 2016年3月4日   |
| ○    | ブライス・ローガン       | 2R 3:12 TKO（パウンド）             | VFC 47                                      | 2016年1月29日  |
| ○    | アンドリュー・カリージョ | 1R 3:21 リアネイキドチョーク        | Kansas City Fighting Alliance 15            | 2015年8月15日  |
| ○    | ダニー・ティムス         | 1R 4:15 リアネイキドチョーク        | Kansas City Fighting Alliance 15            | 2015年8月15日  |
| ○    | クリス・マクダニエル     | 1R 4:07 リアネイキドチョーク        | ShoFight: Branson Brawl                     | 2015年5月9日   |
| ○    | ジェームス・スミス       | 1R 2:30 リアネイキドチョーク        | VFC 45                                      | 2015年4月4日   |
| ○    | アダム・ライダー         | 1R 1:45 三角絞め                    | Shamrock FC: Heavy Artillery                | 2015年3月7日   |
| ○    | マット・ウィリアムズ     | 1R 2:29 腕ひしぎ十字固め            | DCS 12                                      | 2014年12月5日  |
| ○    | ジェレマイア・デンソン   | 2R 2:29 リアネイキドチョーク        | Omaha Fight Club 100                        | 2014年8月24日  |

## 表彰
- UFCパフォーマンス・オブ・ザ・ナイト（2回）